# Girolamo Graziani

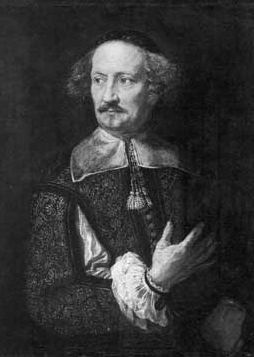
Benedetto Gennari junior, Portret van Girolamo Graziani, circa 1610, Galleria Estense, Modena.

Girolamo Graziani was een Italiaans dichter, toneelschrijver en hoveling aan het hertogelijk hof van Modena.

## Leven en werk
Girolamo Graziani werd geboren in 1604 te Pergola in het hertogdom Urbino, ontving zijn opleiding te Modena en bekleedde betrekkingen bij de Este's. Frans I benoemde hem in 1647 tot secretaris van zijn zoon Alphons, met wien hij naar Frankrijk ging. Op gevorderden leeftijd keerde hij naar Pergola terug en overleed aldaar in 1675. Hij schreef de heldendichten: „Cleopatra (1626 en later)” en „Conquisto di Granata (1650 en later)” en ontving daarop van Lodewijk XIV, koning van Frankrijk, een aanzienlijk jaargeld. Voorts leverde hij: „Rime (1621)”, — „La Callisto (1654)”, — „Il colosso sacro (1656)”,—„Varie poesie e prose (1662)”, — „L'Ercole gallico (1666)”, — ‚ en „Il Cromuele (1671)”.